# Mariene provincie Scotiazee
De Mariene provincie Scotiazee (60) (Engels: Scotia Sea marine province) is een biogeografische provincie en ligt in de overgang van de Zuid-Atlantische Oceaan naar de Zuidelijke Oceaan in het Marien rijk Zuidelijke Oceaan. De mariene provincie is vastgesteld door het World Wide Fund for Nature en The Nature Conservancy en is vernoemd naar de Scotiazee.
In het zuiden grenst het gebied aan de mariene provincie Continentaal Hoog Antarctica (61).

## Geografie
De mariene provincie ligt voor de west- tot noordoostkust van het Antarctisch Schiereiland, rond de Scotiazee met de Zuidelijke Shetlandeilanden, Zuidelijke Orkneyeilanden en Zuid-Georgia en de Zuidelijke Sandwicheilanden.

## Biogeografie
Het gebied kent zeeleven dat houdt van arctische temperaturen.

## Mariene ecoregio's
Deze mariene provincie bestaat uit 5 mariene ecoregio's:
- Mariene ecoregio Zuidelijke Sandwicheilanden (219)
- Mariene ecoregio Zuid-Georgia (220)
- Mariene ecoregio Zuidelijke Orkneyeilanden (221)
- Mariene ecoregio Zuidelijke Shetlandeilanden (222)
- Mariene ecoregio Antarctisch Schiereiland (223)